# 秦岭铁线莲
秦岭铁线莲（学名：Clematis obscura），为毛茛科铁线莲属下的一个植物种。